# はまの省蔵
はまの省蔵（はまのしょうぞう、1961年 - ）は、日本の映画監督。日本劇作家協会 関西支部会員、市民活動で映画製作をする会主宰。

## 概要
広島県広島市出身。
2009年、しまね映画塾にて初監督作品「潮風にことばをのせて」を山陰中央テレビで放映。翌年にはNHKミニミニ映像大賞にて、出演と演出を手掛けた「童心」でファイナリストに進出。
2012年には、映画「ちいさな命のゆくえ～名もなき犬猫たちのこと～」を監督し、広島県内各地で上映した。翌年には、 永峰絵里加主演の短編映画「白と黄色と、白の絵」の制作総指揮を務めた。
2014年、短編映画「NATSUMI」制作を制作。
2015年、米光美保の出演したドキュメンタリー映画「慈 ～もう一つのちいさな命のゆくえ～」を制作。 同年、短編映画「Lost of the memorial nuked Tile」も監督した。
堀内博志監督の短編映画「三者面談」では録音部に、平波亘監督の短編映画「PLAY TIME」では助監督として携わった。
2016年、広島市内公民館にて映画「慈」を上映。